# Richie Beirach
Richie Beirach (New York, 1947. május 23. –) amerikai dzsesszzongorista.

## Életpályája
Richie Beirach Brooklynban született. Ötévesen kezdett zongorázni. Hatéves korától Tizennyolcéves koráig James Palmieri zongoraművész, zeneszerző tanította. „James Palmieri mindent megmutatott, amit a zongoráról tudható. Megértette velem a zene mélyebb jelentését.” Tizenhároméves korában, amikor hallotta Miles Davis „Billy Boy” című számát, meghasonlott: „Pontosan ez volt az, amit kerestem, amire szükségem volt. Addig csak klasszikus zenei iskolám volt.” Richie rájött, hogy az improvizáció és a dzsessz értelmére.
Az 1960-as évek közepén New York-i klubokban kezdett zongorázni. Freddie Hubbarddal és Lee Konitzzal és másokkal játszott. Közben időről-időre dokkmunkásként keresett némi pénzt. 1967-ben Bostonban, a Berklee College of Music-ban tanult. Oda járt akkor Keith Jarrett, Miroslav Vitouš és John Abercrombie is. Csak egy évig maradt a Berklee-ben. 1968-ban visszament New Yorkba. Ludmila Ulehlával diplomázott zeneszerzés szakon a Manhattan School of Music-on.
Stan Getz együttesében kezdett játszani. 1973-ban Dave Liebman „Lookout Farm” zenekarába került. A „Lookout Farm” a fúziós dzsessz egyik legjelentősebb együttese lett.

## Lemezválogatás
- Richard Beirach / Jeremy Steig Leaving (1976)
- Hubris (1977, szólólemez)
- Breathing of Statues (1983, szólólemez)
- Convergence (1990, duo with George Coleman)
- Too Grand (Steeplechase, 1992 duo with Andy LaVerne)
- Maybeck Recital Hall Series: Volume 19 (1992, szólólemez)
- Round About Bartók (1999) with Gregor Hübner, George Mraz
- Round About Federico Mompou (2001) with Gregor Hübner, George Mraz
- Impressions of Tokyo (2011)
- Laurie Antonioli / Richie Beirach Varuna (2015)
- Witzel/Beirach/Scheuber/Oetz live (2020)
- 2021: Dave Liebman & Richie Beirach: Empathy (2016-2020)
- 2023: Richie Beirach: Leaving (szólólemez)